# Джемоньо
Джемоньо (итал. Gemonio) — коммуна в Италии, располагается в провинции Варесе области Ломбардия.
Население составляет 2551 человек, плотность населения составляет 850 чел./км². Занимает площадь 3 км². Почтовый индекс — 21036. Телефонный код — 0332.